# Sárán
Sárán (Șerani), település Romániában, a Partiumban, Bihar megyében.

## Fekvése
Élesdtől keletre, Nagybáródtól északkeletre fekvő település.

## Története
Sárán nevét 1913-ban említették először, mint Nagybáród tartozékát, Seran > Serani néven. 1974-ben mint Nagybáród község faluja van említve.